# Генерал роду військ

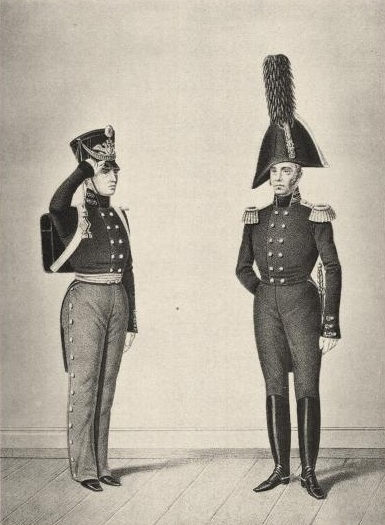
Обер-офіцер та генерал гвардійської пішої артилерії, Російської Імператорської армії, 1808 — 1809 років.

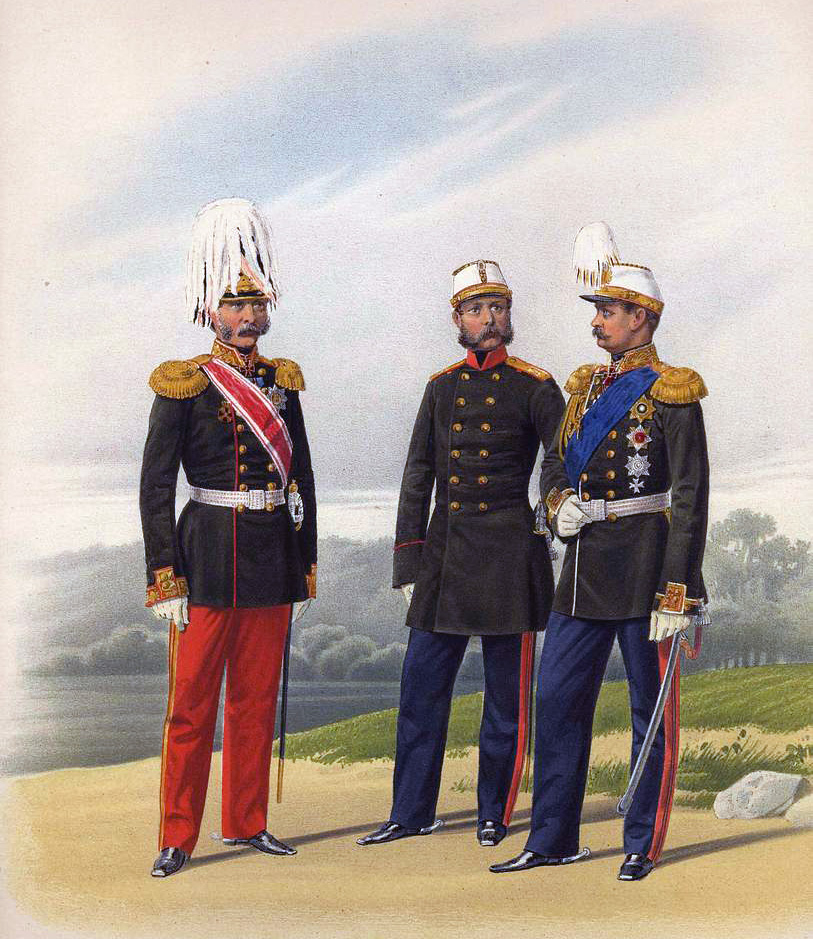
Піратський К.К. Піхотні Генерали та Генерал-Ад'ютант. 1862 р.

Генерал роду військ — військове звання із зазначенням роду військ (раніше іменувалися роду зброї) в збройних силах низки країн. По рангу зазвичай розташований вище звання генерал-лейтенант та нижче звання генерал-полковник. 

## Західна Європа
Звання з'явилося в Західній Європі в XVI столітті з виділенням родів військ (зброї) кавалерії та артилерії: в Священній Римській імперії, Іспанії та Нідерландах стали використовувати посади (які пізніше стали військовими званнями) генерала кавалерії та фельдцейхмейстера (генерала артилерії). В XVII столітті ці звання були введені в багатьох інших європейських країнах. 
У роки Тридцятилітньої війни (1618-48) в імперській армії вже використовувалися звання генерала кавалерії та фельдцейхмейстера нижче звання фельдмаршала і вище фельдмаршал-лейтенанта. Пізніше в європейських країнах з'явилося звання генерала інфантерії (піхоти). До введення в XIX столітті звання генерал-полковника генерал роду військ був старшим генералом, вище якого стояв лише фельдмаршал (або генерал-фельдмаршал). 
У роки Другої світової війни в вермахті використовувалися звання: 
- генерал піхоти (інфантерії)
- генерал кавалерії, пізніше замінено званням генерала танкових військ
- генерал артилерії
- генерал інженерних військ
- генерал гірськострілецьких військ
- генерал авіації
- генерал парашутних військ

В військах СС званню генерала роду військ відповідало звання обергруппенфюрера та генерала військ СС. 
В Великій Британії під час і після Другої світової війни використовували звання маршала та Головного маршала авіації. 

## Російська імперія
Звання генерала роду військ (генерал від кавалерії, генерал від інфантерії, генерал-фельдцейхмейстер) введено в армії Петра I в 1699 році. До кінця царювання  Петра I ці звання генерала від інфантерії та генерала від кавалерії практично перестали використовуватися (замість них званням II класу Табеля про ранги стало звання генерал-аншефа. При цьому збереглася посада генерал-фельдцейхмейстера — начальника російської артилерії. 
Військове звання генерала роду військ знову було введено Павлом I в 1796 році замість звання генерал-аншефа: так були відновлені звання генерал від кавалерії, генерал від інфантерії, генерал від артилерії, а також інженер-генерал. Вони відповідали II класу Табеля про ранги із зверненням «Ваше превосходительство». Генерал від роду військ за посадою міг бути генерал-інспектором, командувачем військами військового округу, керувати великими військовим з'єднанням (корпусом) або об'єднанням (армією, фронтом). 

## СРСР
У роки Великої Вітчизняної війни 1943 року в Збройних силах СРСР були введені звання маршала та Головного маршала роду військ:
- артилерії
- бронетанкових військ
- авіації
- інженерних військ
- військ зв'язку

Звання маршала роду військ відповідало званню генерала армії та адмірала флоту, Головний маршал роду військ був прирівняний до звання Маршала Радянського Союзу та Адмірала флоту Радянського Союзу. 
1984 року були залишені лише звання Головний маршал артилерії та Головний маршал авіації; інші виключені Указом Президії Верховної Ради СРСР від 26 квітня 1984 року. Виключено з переліку військових звань 1993 року. 

## Інші країни
У ХХ столітті багато країн використовували звання маршала авіації. 